# Tadeusz Krawczyk
Tadeusz Krawczyk (* 3. Juni 1959 in Poznań, Polen) ist ein ehemaliger polnischer Radrennfahrer.
Krawczyk startete für den Verein Legia Warschau. Seinen größten sportlichen Erfolg erzielte er 1983 als Mitglied der polnischen Nationalmannschaft als Gesamtsieger der Polen-Rundfahrt. Insgesamt gewann er bei diesem Etappenrennen in den Jahren 1981, 1983 und 1984 sechs Tagesabschnitte. Die Internationale Friedensfahrt bestritt er dreimal. 1982 wurde er 18., 1983 5. und 1984 26. der Gesamtwertung.

## Palmarès
1981
- drei Etappen Polen-Rundfahrt

1983
- Gesamtwertung und zwei Etappen Polen-Rundfahrt

1984
- Gesamtwertung Małopolski Wyścig Górski
- eine Etappe Polen-Rundfahrt